# Helga de la Brache
Pour les articles homonymes, voir Magnusson et Brache.
Helga de la Brache, de son vrai nom Aurora Florentina Magnusson (née le 6 septembre 1817 à Stockholm – morte le 11 janvier 1885 à Stockholm), est une escroc suédoise qui réussit à obtenir une pension royale en convainquant les autorités qu'elle était la fille cachée du roi Gustave IV Adolphe de Suède et de la reine Frédérique de Bade.

## Le mythe
Souverains exilés, Gustave IV et Frédérique de Bade avaient divorcé en 1812, mais Helga de la Brache prétendit qu'ils s'étaient secrètement remariés « dans un couvent en Allemagne », ce qui avait abouti à sa naissance à Lausanne en 1820. Par la suite elle avait été envoyée chez la tante de son prétendu père, la princesse Sophie Albertine de Suède, pour y être élevée. Après la mort de la princesse, en 1829, on l'avait conduite à l'asile d'aliénés de Vadstena, afin que le secret de sa naissance fût bien gardé puisqu'on la croirait folle. Elle en avait été retirée en 1834 et emmenée dans sa famille au pays de Bade, où elle avait été mise en résidence surveillée. En 1837, apprenant dans un journal la nouvelle de la mort de son père, elle en avait oublié de cacher son chagrin. Elle était revenue en Suède, où elle avait été de nouveau placée dans un asile d'aliénés pour empêcher que le secret de sa naissance fût révélé. Elle avait réussi cependant à s'en échapper et avait été prise sous la protection de personnes charitables, qui lui avaient apporté leur aide en dépit de la persécution dont elle était l'objet, et bientôt la famille de sa mère en Allemagne lui avait versé une pension de 6 000 riksdaler (la monnaie suédoise de l’époque). En 1850, la pension avait cessé d’être versée et elle s'était trouvée incapable de conserver le train de vie auquel sa naissance l'avait habituée. Elle était en même temps forcée d'aider financièrement un grand nombre d'amis fidèles, qui l'avaient soutenue pendant ses années de persécution : aucune pension inférieure à 5 000 ou 6 000 riksdaler ne pourrait alors suffire pour subvenir à ses besoins.
Son histoire trouva créance auprès d'un grand nombre de particuliers en Suède et Finlande ; suivie par sa compagne fidèle, une femme instruite et cultivée qui croyait en la véracité de son histoire, Helga de la Brache faisait preuve d'une telle simplicité et d'un tel naturel que ceux qui l'entendaient étaient incapables de croire qu'elle avait l'esprit assez rusé pour avoir inventé tout cela et en même temps elle semblait assez raisonnable pour qu'on ne crût pas qu'elle avait l'esprit dérangé. Finalement, même les sceptiques en vinrent à reconnaître qu'au moins en théorie l'histoire était plausible. Plusieurs bienfaiteurs lui apportèrent un soutien financier important. Elle convainquit le ministre de la Justice, Nils von Koch, le parlementaire Anders Uhr et l'aumônier de la Cour Carl Norrby, mais le Premier ministre Louis Gerhard De Geer et le ministre des Affaires étrangères Christofer Rutger Ludvig Manderström considéraient qu'elle affabulait. La reine-mère Joséphine s'intéressa à elle, au contraire du roi qui souhaitait tout de même se débarrasser de cette affaire.
En mars 1861, le souverain lui octroya une pension annuelle de 2 400 riksdaler de la part du département des affaires étrangères (le montant, au départ de 1 200 riksdaler, fut augmenté en décembre 1869). Il promit aussi de lui faire obtenir un mobilier digne d'une princesse. Elle réussit ainsi à mener son jeu pendant des années.
En 1870 cependant, C. Norrby, un de ses bienfaiteurs, publia un article dans la presse qui suscita une enquête.

## La réalité
En 1876-77, il fut prouvé qu'elle était née à Stockholm sous le nom d'Aurora Florentina Magnusson et qu'elle était la fille d'Anders Magnusson (mort en 1826), employé des douanes. En 1835, elle avait été domestique chez un comptable du nom de Hedman, dont la famille raconta qu'elle avait toujours dans la tête de « s'élever au-dessus de son rang ». En 1838, elle avait été employée par une famille riche, dont la fille s'était attachée profondément à elle, lui avait donné des vêtements élégants et avait quitté sa famille pour elle ; c'était elle qui était devenue plus tard sa compagne et sa complice dans cette escroquerie.
Quand les deux femmes se rendirent en Finlande, en 1844, le passeport d'Aurora Florentina mentionnait le nom de la Brache et à leur retour en Suède en 1845, le prénom avait été modifié sur le document qui mentionnait désormais Anna Florentina de la Brache.  Puis Aurora Florentina Magnusson s'arrangea pour modifier son acte de naissance et s'appeler Helga. On peut suivre les déplacements des deux femmes d'une ville à un autre aussi bien en Suède qu'en Finlande – Helga était souvent aidée financièrement par son amie, qui travaillait comme institutrice ; en 1846 elles étaient à Turku, en 1848 à Örebro, en 1857-59 à Sala, où elles essayèrent de lancer un magasin de mode, avant d'arriver à Stockholm en 1860 pour y commencer leur mystification.
Leur procès en 1876-77 fut suivi avec une grande attention aussi bien de la part du public que de celle de la famille royale et fut très commenté dans les journaux. Il eut pour conséquence pour la soi-disant princesse la perte de sa pension. Elle passa ses dernières années à Klara Norra avec sa compagne, dans un appartement payé, semble-t-il, par un de ses derniers partisans. Les deux femmes menaient une vie tranquille, se promenaient dans le parc et se faisaient livrer leurs provisions. Ainsi échangeaient-elles peu avec des tiers, bien que Helga ait été décrite comme une aimable vieille dame. En 1884, le roi Oscar II remarqua les deux femmes dans les jardins du château de Drottningholm et ordonna qu'on les reconduisît hors du parc. Peu après, elles quittèrent leur appartement pour un autre à Djurgården, parce qu'elles avaient peur d'être bientôt arrêtées. La soi-disant fille de roi mourut à Djurgården en 1885.
En 1909, un homme politique, Per August Johansson, essaya de démontrer son innocence, mais sans aboutir à rien.